# Terra plana

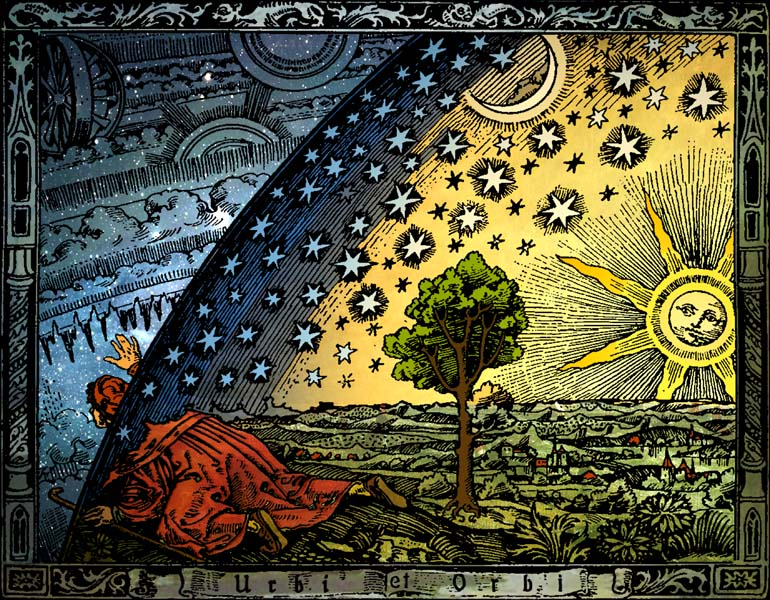
A Gravura Flammarion (1888), representando um viajante que chegou ao limite de uma Terra plana e espreita através do firmamento

Terra plana é uma concepção arcaica do formato da Terra como um plano ou disco. Muitas culturas antigas concordavam sobre a cosmografia plana da Terra, incluindo a Grécia antiga (até o período clássico), as civilizações da Idade do Bronze e da Idade do Ferro do Oriente Médio (até o período helenístico), na Índia (até o período Gupta, primeiros séculos d.C.), e na China até o século XVII (17). Esse paradigma também era tipicamente mantido nas culturas indígenas da América e a noção de uma Terra plana, abobadada pelo firmamento em forma de uma tigela invertida, era comum em sociedades anteriores às leis científicas como a da gravitação universal.
A ideia de uma Terra esférica apareceu na filosofia grega com Pitágoras (século VI a.C.), embora a maioria dos pré-socráticos (séculos VI a V a.C.) tenha mantido o modelo plano da Terra. Aristóteles forneceu evidências para a forma esférica da Terra em bases empíricas em torno de 330 a.C. O conhecimento da Terra esférica começou a se espalhar gradualmente além do mundo helenístico a partir de então.
Apesar do fato científico e das evidências óbvias da esfericidade da Terra, teorias de conspiração pseudocientíficas da Terra plana são defendidas pelas sociedades modernas da Terra plana e, cada vez mais, por indivíduos não afiliados que utilizam as mídias sociais.

## História
A ideia de uma Terra esférica apareceu na filosofia grega no século VI a.C. com Pitágoras, embora a maioria dos pré-socráticos (séculos VI a V a.C.) mantivesse o modelo da Terra plana. Aristóteles forneceu evidências para a forma esférica da Terra em bases empíricas em torno de 330 a.C. A partir de então, o conhecimento da Terra esférica começou a se espalhar gradualmente além do mundo helenístico. Nos tempos de Plínio, o Velho (século I), essa ideia era bem aceita no mundo greco-romano. Nessa época, Ptolomeu derivou seus mapas de um globo curvado e desenvolveu o sistema de latitudes e longitudes. Entre os primeiros cristãos, uns poucos escritores questionaram ou mesmo se opuseram à esfericidade da Terra com fundamentos teológicos, mas muitos desses não são tidos como influentes em períodos posteriores como a Idade Média, devido à escassez de referências a seus escritos. A Idade Média começou com a desintegração da civilização romana, em torno do século VII, quando a Europa ocidental se desorganiza, empobrece e perde contato com muito do conhecimento científico que havia sido desenvolvido pelos gregos. Apesar disso, os principais escritos cosmológicos do início da Idade Média continuaram considerando a Terra como esférica; e é seguro afirmar que, no máximo em torno de 1100, época do Renascimento do Século XII, o modelo geocêntrico de Ptolomeu havia suplantado qualquer dúvida acerca da esfericidade da Terra na mente de pessoas educadas no continente. Em contrapartida, Jeffrey Russell, em The Myth of the Flat Earth, insiste que a noção de que durante a Idade Média haveria uma crença na Terra plana teria sido forjada no século XVIII. Segundo Jeffrey, medievalistas e historiadores da ciência concordam atualmente que essa seria uma concepção falsa, e os poucos autores ocidentais do mundo antigo ou medieval que comprovadamente combateram a esfericidade da Terra foram exceção, sendo geralmente ignorados ou tratados com pouca seriedade nos círculos intelectuais de sua época.
A ideia de que os homens instruídos no tempo de Colombo acreditavam que a Terra era plana, e que essa crença era um dos obstáculos que Colombo teve de superar antes de seu projeto ser aceito, continua sendo um dos maiores erros ensinados.

### Crença na Terra plana

#### Oeste da Ásia Antiga

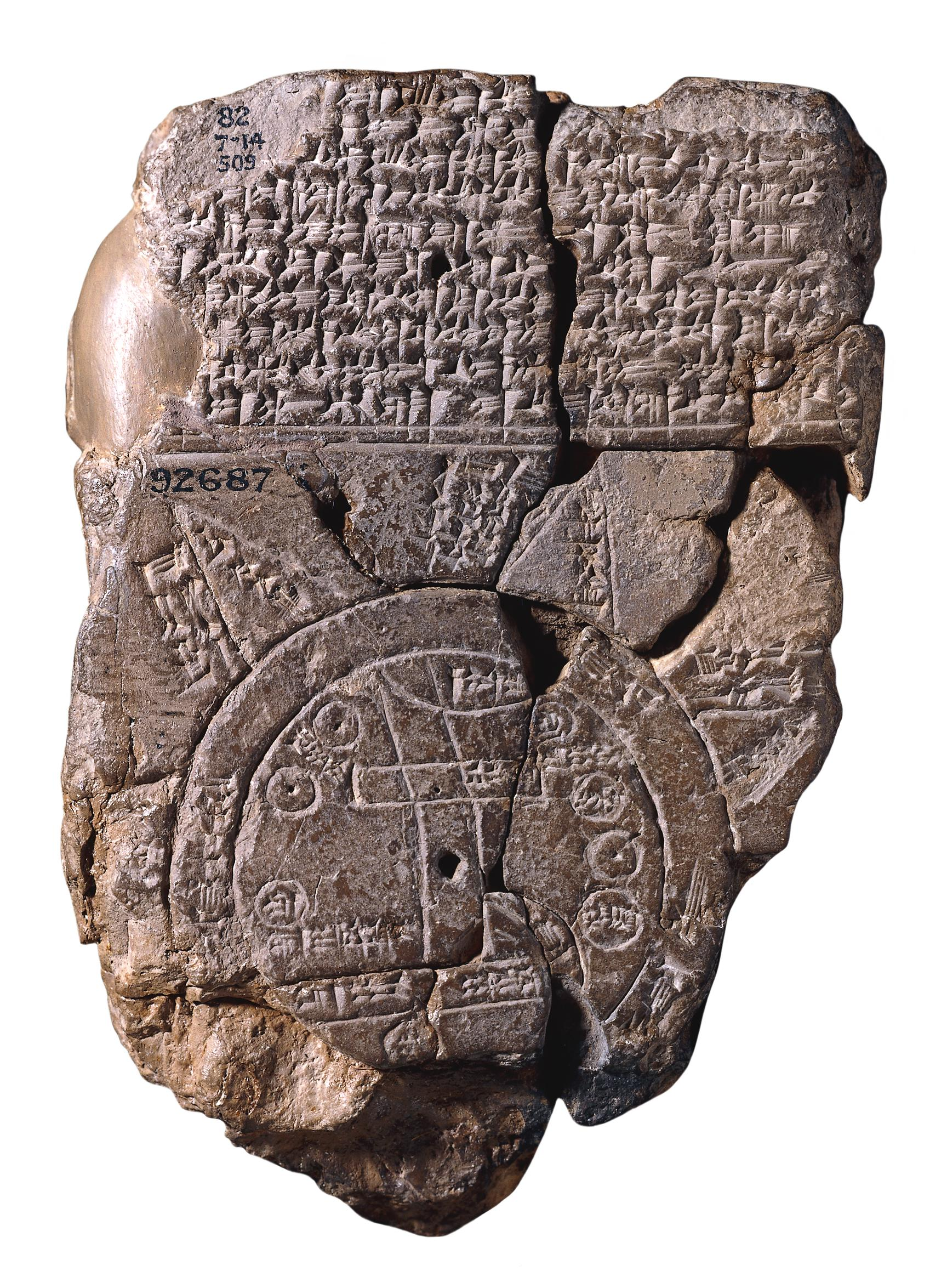
Imago Mundi, o mais antigo mapa-múndi conhecido, século VI a.C., Babilônia.

Nos pensamentos primitivos egípcio e mesopotâmico, o mundo era retratado como um disco flutuando no oceano. Um modelo semelhante é encontrado no relato homérico do século VIII a.C. em que "Oceano, o corpo de água personificado que envolve a superfície circular da Terra, é o engenheiro de toda a vida e possivelmente de todos os deuses".
Os israelitas também imaginavam a Terra fosse como um disco flutuando nas águas; um firmamento arqueado separava a Terra dos céus. Como a maioria dos povos antigos, os hebreus acreditavam que o céu era uma cúpula sólida com o Sol, a Lua, as estrelas errantes (planetas) e as estrelas embutidas nela. De acordo com a enciclopédia judaica:
Os hebreus consideravam a terra como uma planície ou uma colina concebida como um hemisfério, mergulhado na água. Sobre ela era arqueada a sólida abóbada do céu. Nesta abóbada estariam presas as luzes, as estrelas. Tão leve era essa elevação que os pássaros podiam subir e voar ao longo de sua extensão.
Os Textos das Pirâmides e os Textos dos Sarcófagos do Egito antigo mostram uma cosmografia similar; Nun (o oceano) era cercado pelo nbwt ("terras secas" ou "ilhas").

#### Grécia

##### Poetas
Tanto Homero quanto Hesíodo descreveram uma cosmografia de disco no Escudo de Aquiles. Esta tradição poética de um mar que circunda a terra (gaiaokhos, Oceano) e um disco também aparece em Estásino de Chipre, Mimnermo, Ésquilo e Apolônio de Rodes.
A descrição de Homero sobre a cosmografia do disco no Escudo de Aquiles com o oceano circundante é repetida muito mais tarde por Quinto de Esmirna em seu Posthomerica (século IV d.C.), que continua a narração da Guerra de Troia.

##### Filósofos

Representação possível do mapa-múndi de Anaximandro

Vários filósofos pré-socráticos acreditavam que o mundo era plano: Tales de Mileto (c. 550 a.C.) de acordo com várias fontes, e Leucipo (440 a.C.) e Demócrito (c. 460–370 a.C.) de acordo com Aristóteles.
Tales de Mileto pensou que a terra flutuava sobre a água como um tronco. Por outro lado, argumentava-se, Tales acreditava em uma Terra redonda. Anaximandro (c. 550 a.C.) acreditava que a Terra fosse um cilindro curto com um topo plano e circular que permanecia estável porque estava à mesma distância de todas as coisas. Anaxímenes de Mileto acreditava que "a Terra era plana e viajava pelo ar, da mesma forma que o sol, a lua e os outros corpos celestes, os quais são todos ardentes, e vagam pelo ar por causa da sua planicidade [da Terra]". Xenófanes de Colofão (c. 500 a.C.) pensava que a Terra fosse plana, com a parte superior tocando o ar e o lado inferior estendendo-se sem limites.
A crença em uma Terra plana continuou no século V a.C.; Anaxágoras (c. 450 a.C.) concordou que a Terra fosse plana e seu pupilo Arquelau acreditava que a Terra plana afundava no meio como um pires, para permitir que o Sol não se levantasse e apontasse ao mesmo tempo para todos.

##### Historiadores
Hecateu de Mileto acreditava que a terra fosse plana e cercada por água. Heródoto em suas Histórias ridicularizou a crença de que a água cercava o mundo, mas a maioria dos clássicos concorda que ele ainda acreditava que a Terra fosse plana por causa de suas descrições literais de "fins" ou "bordas" da Terra.

#### Sul da Ásia antiga
Na Índia antiga, algumas teorias descreviam a Terra como um disco, enquanto outros a descreviam como esférica.
Muitos do início da época medieval de Purana apresentam uma cosmologia da Terra plana. Provavelmente sob influência dos gregos, após a chegada de Alexandre, o Grande no subcontinente indiano, as cosmologias hindu, jainista e budista consideravam que a Terra fosse um disco composto por sete continentes e rodeado por um oceano salgado concêntrico. No entanto, a Terra em forma de disco não é a única cosmologia apresentada nestes textos. O quinto canto do texto de Bhagavata Purana, por exemplo, inclui seções que descrevem a Terra como uma esfera, onde os autores explicam que o fenômeno do nascer e do pôr do sol, o aumento e a configuração da lua e dos planetas tendo a forma esférica e movimento de corpos astronômicos.

#### Antiga Europa

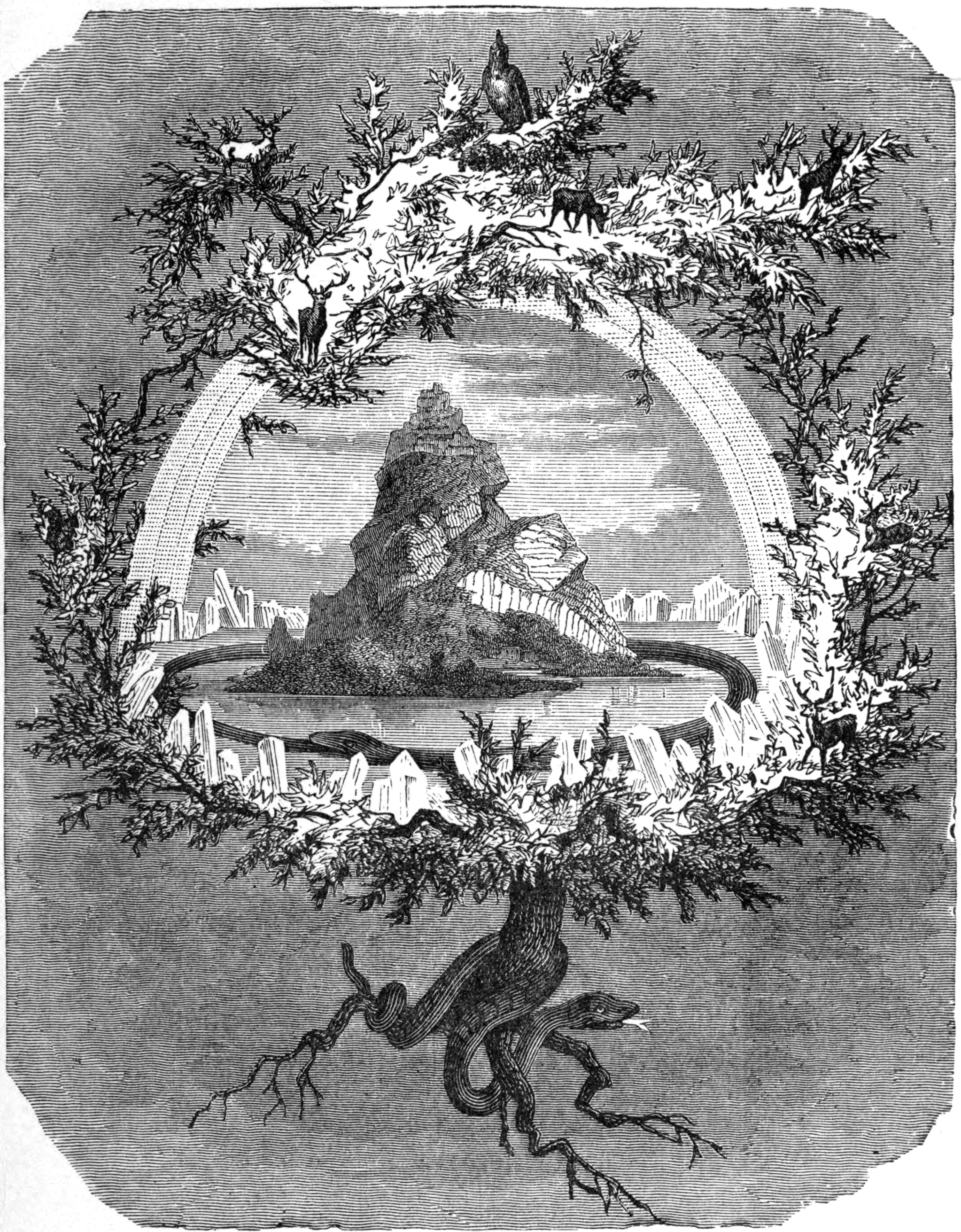
Yggdrasil em gravura de Friedrich Wilhelm Heine (1886).

Os antigos povos nórdicos e germânicos acreditavam numa cosmografia da Terra plana, com a Terra cercada por um oceano e uma árvore colossal (Yggdrasil) ou um pilar (Irminsul) no centro. No oceano circundante do mundo, havia uma cobra chamada Jörmungandr. O relato da criação nórdica preservado em Gylfaginning (século VIII) afirma que, durante a criação da Terra, um mar intransponível foi colocado ao seu redor:
[…] E Jafnhárr disse: ‘Do sangue, que correu e pululou livremente de suas feridas, eles fizeram o mar, quando se formaram e firmaram a terra e juntaram o mar em um anel redondo sobre ela, e pode parecer difícil para a maioria dos homens atravessá-lo’.
Konungs skuggsjá, um texto educacional norueguês, datado de 1250 d.C., por outro lado, infere uma Terra esférica:
[…]Se você levar uma vela acesa e acendê-la em uma sala, pode esperar que ela acenda todo o interior, a menos que algo dificulte, ainda que o quarto seja grande. Mas se você pegar uma maçã e colocá-la perto da chama, tão perto que seja aquecida, a maçã escurecerá quase a metade da sala ou ainda mais. No entanto, se você pendurar a maçã perto da parede, [a maçã] não ficará quente; a vela iluminará toda a casa; e a sombra na parede onde a maçã está pendurada será quase tão grande quanto a própria maçã. A partir disso, você pode inferir que o círculo da terra é redondo como uma bola e não igualmente próximo ao sol em todos os pontos. Mas onde a superfície curva fica mais próxima do caminho do sol, haverá maior calor; e algumas das terras que se encontram continuamente sob os raios ininterruptos não podem ser habitadas.

#### Leste Asiático antigo
Na China antiga, a crença predominante era que a Terra fosse plana e quadrada, enquanto o céu era redondo, uma suposição praticamente inquestionável até a introdução da astronomia europeia no século XVII. O sinologista inglês Cullen enfatiza o ponto de que não havia conceito de uma Terra redonda na antiga astronomia chinesa:
O pensamento chinês sobre a forma da terra permaneceu quase inalterado desde os primórdios até os primeiros contatos com a ciência moderna, por meio dos missionários jesuítas, no século XVII. Enquanto os céus eram descritos como uma espécie de guarda-chuva que cobre a Terra (a teoria de Kai Tian), ou como uma esfera que a circunda (a teoria de Hun Tian) ou como sendo sem substância enquanto os corpos celestes flutuam livremente (a teoria de Hsüan Yeh), a Terra era sempre plana, embora talvez ligeiramente curvada.
O modelo de um ovo foi frequentemente usado por astrônomos chineses, como Zhang Heng (78–139 d.C.) para descrever os céus como esféricos:
Os céus são como um ovo de galinha e tão redondos como uma bala de besta; a Terra é como a gema do ovo e está no centro.
Esta analogia com um ovo levou alguns historiadores modernos, notavelmente Joseph Needham, a conjecturar que os astrônomos chineses estavam, afinal, cientes da esfericidade da Terra. A referência do ovo, no entanto, era mais uma vez para esclarecer a posição relativa da Terra plana para os céus:
Em uma passagem da cosmogonia de Zhang Heng não traduzida por Needham, o próprio Zhang diz: 'O céu leva seu corpo do Yang, então é redondo e está em movimento. A Terra leva seu corpo do Yin, então é plano e quiescente'. O ponto da analogia do ovo é simplesmente para enfatizar que a Terra está completamente fechada pelo céu, em vez de simplesmente coberta de cima como o Kai Tian descreve. Os astrônomos chineses continuaram a pensar em termos de Terra plana até o século XVII; este fato surpreendente pode ser o ponto de partida para uma nova análise da aparente facilidade com a qual a ideia de uma terra esférica encontrou aceitação no século V a.C., na Grécia.
Outros exemplos citados por Needham, que supostamente demonstram vozes dissidentes do antigo consenso chinês, referem-se, sem exceção, à Terra, sendo quadrada, e não plana. O estudioso Li Ye, no século XIII, argumentou que os movimentos do céu redondo seriam prejudicados por uma Terra quadrada, não defendiam uma Terra esférica, mas sim que sua borda deveria ser arredondada para que o domo circulasse. No entanto, Needham discordou, afirmando que Li Ye acreditava que a Terra fosse esférica, semelhante em forma aos céus, porém muito menor. Isso foi preconcebido pelo erudito do século IV Yu Xi, que defendia o o infinito do espaço exterior em torno da Terra e que este último poderia ser quadrado ou redondo, assim como a forma dos céus. Quando os geógrafos chineses do século XVII, influenciados pela cartografia e astronomia europeias, mostraram a Terra como uma esfera que poderia ser circum-navegada, navegando ao redor do globo, eles o fizeram com uma terminologia estereotipada usada anteriormente por Zhang Heng para descrever a forma esférica do sol e da lua (ou seja, que eles eram tão redondos quanto uma bala de besta).
Conforme observado no livro Huainanzi, no século II a.C., os astrônomos chineses efetivamente inverteram o cálculo da curvatura da Terra por parte de Eratóstenes para calcular a altura do sol acima da Terra. Ao assumir que a Terra fosse plana, eles chegaram a uma distância de 200 000 km. Zhoubi Suanjing também discute como determinar a distância do Sol, medindo o comprimento das sombras do meio-dia em diferentes latitudes, um método semelhante à medida circuncêntrica da Terra de Eratóstenes, mas Zhoubi Suanjing assume que a Terra seja plana.

### Teorias alternativas ou mistas

#### Grécia: Terra esférica

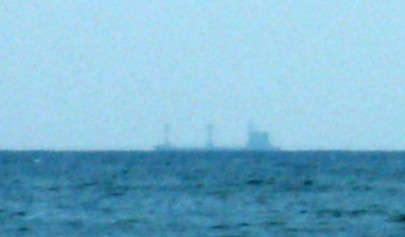
Quando um navio está no horizonte, sua parte inferior é obscurecida devido à curvatura da Terra.

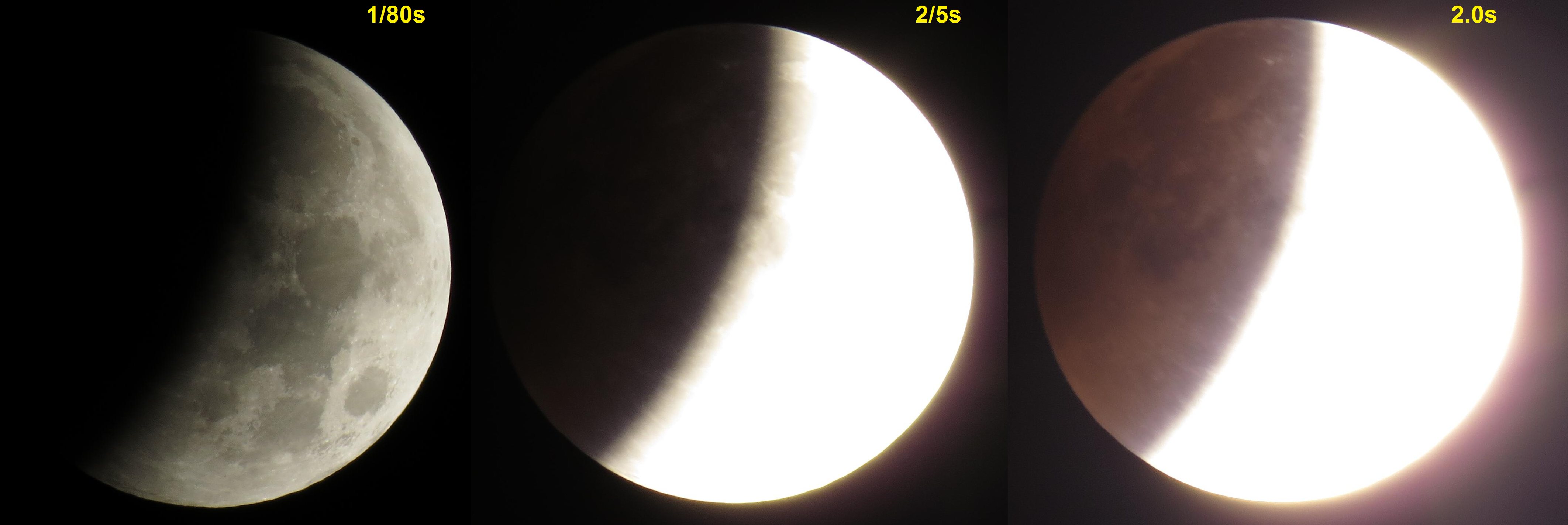
Sombra semicircular da Terra durante um eclipse lunar.

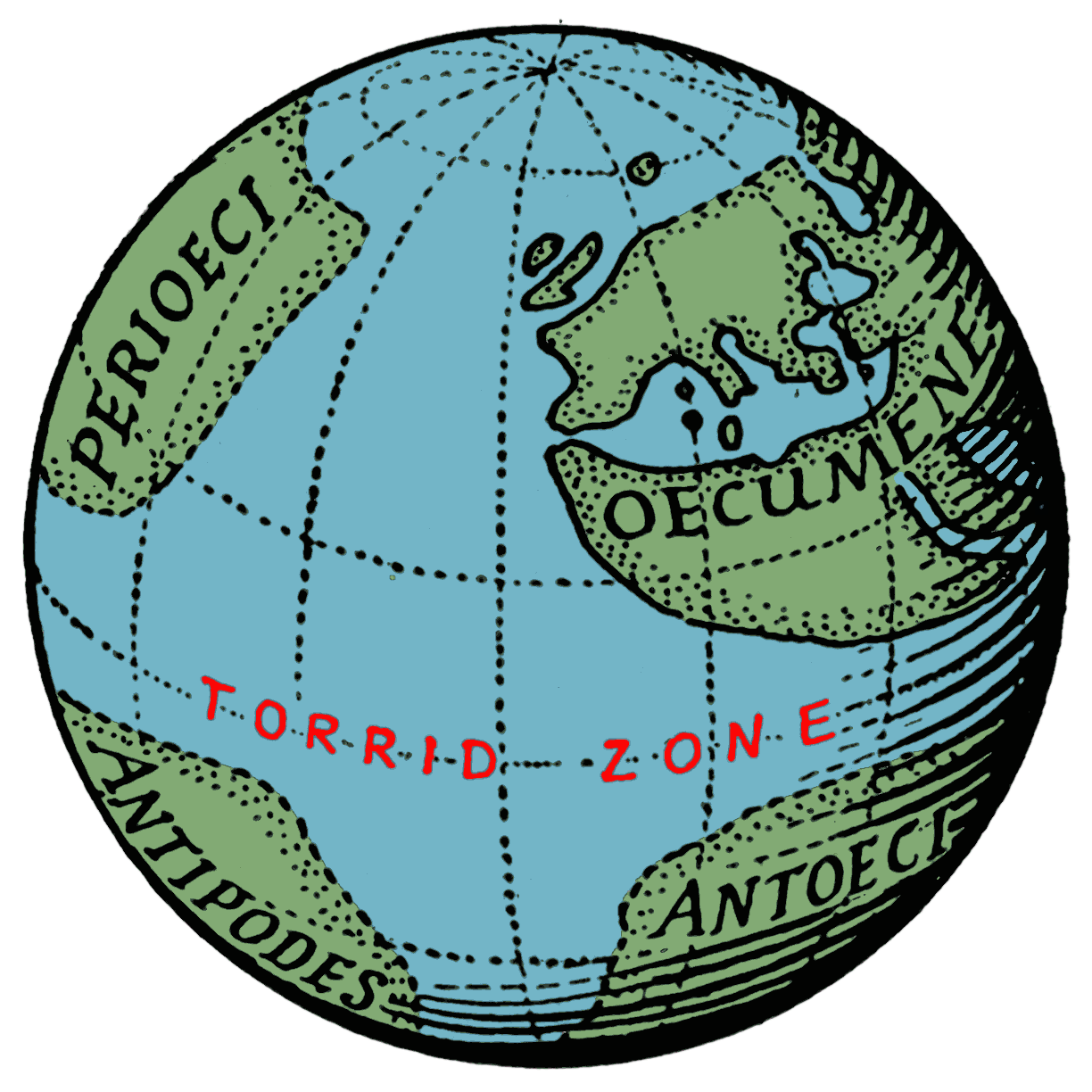
A Esfera Terrestre de Cratos de Malus (c. 150 a.C.)

Pitágoras, no século VI a.C., e Parmênides, no século V, afirmaram que a Terra era esférica, e a visão de uma Terra esférica se espalhou rapidamente no mundo grego. Em torno de 330 a.C., Aristóteles manteve-se com base na teoria física e na evidência observacional de que a Terra fosse esférica e relatou uma estimativa na sua circunferência. A circunferência da Terra foi determinada em torno de 240 a.C. por Eratóstenes. No século II d.C., Ptolomeu reproduziu seus mapas de um globo terrestre e desenvolveu o sistema de latitude, longitude e climas. Seu Almagest foi escrito em grego e apenas traduzido para o latim no século XI, a partir de traduções em árabe.[carece de fontes?]
No século II a.C., Cratos concebeu uma esfera terrestre que dividia a Terra em quatro continentes, separados por grandes rios ou oceanos, com suposições de que pessoas vivessem em cada uma das quatro regiões. Em oposição ao oikumene, o mundo inabitado, foram os antípodas, considerados inacessíveis tanto por causa de uma zona tórrida intermediária, como pelo oceano. Isso tomou forte controle sobre a mente medieval. Lucrécio (c. século I) se opôs ao conceito de Terra esférica, porque considerava que um universo infinito não tinha centro para o qual os corpos pesados tenderiam. Assim, ele pensou que a ideia de que os animais andassem sobre a Terra fosse absurda. Ainda no século I d.C., Plínio, o Velho, estava em posição de reivindicar de que todos concordassem com a forma esférica da Terra, embora as disputas continuassem quanto à natureza dos antípodas e como seria possível que o oceano tivesse uma forma curva. Plínio também considerou a possibilidade de uma esfera imperfeita, "… em forma de pinha".
Na antiguidade tardia, enciclopedistas amplamente lidos como Macróbio e Marciano Capella (ambos do século V d.C.) discutiram a circunferência da esfericidade da Terra, sua posição central no universo, a diferença das estações nos hemisférios norte e sul e muitos outros detalhes geográficos. Em seu comentário sobre o Sonho de Escipião, de Cícero, Macróbio descreveu a Terra como um globo de tamanho insignificante em comparação com o restante do cosmo.

#### Igreja cristã primitiva
Durante o período da Igreja primitiva, o conceito esférico continuou a ser amplamente aceito, com algumas exceções notáveis.
Lactâncio, escritor cristão e conselheiro do primeiro imperador romano cristão, Constantino, ridicularizou a noção de antípodas, habitada por pessoas "cujos passos são mais altos que suas cabeças". Depois de apresentar alguns argumentos, ele atribuiu aos defensores de um céu esférico, e sobre a Terra, ele escreveu:
Mas se você perguntar sobre aqueles que defendem essas maravilhosas ficções, por que todas as coisas não caem na parte inferior dos céus, eles respondem que tal é a natureza das coisas, que os corpos pesados são levados ao meio e que todos juntaram-se ao meio, como vemos raios numa roda; mas os corpos que são leves, como a névoa, a fumaça e o fogo, são levados para fora do meio, de modo a buscar o céu. Estou com uma perda do que dizer respeitando aqueles que, quando eles erraram uma vez, perseveram consistentemente em sua loucura e defendem uma coisa vã por outra.
O influente teólogo e filósofo Santo Agostinho, um dos quatro Grandes Pais da Igreja da Igreja Ocidental, também se opôs à "fábula" de antípodas:
Mas quanto à fábula de que existem antípodas, isto é, homens no lado oposto da terra, onde o sol nasce quando se coloca para nós, homens que caminham com os pés opostos ao nosso, não tem terreno credível. E, de fato, não se afirma que isso tenha sido aprendido pelo conhecimento histórico, mas pela conjectura científica, com o argumento de que a Terra está suspensa dentro da concavidade do céu, e que tem tanto espaço de um lado como por outro lado: então eles dizem que a parte que está por baixo também deve ser habitada. Mas eles não observam isso, embora seja suposto ou demonstrado cientificamente que o mundo é de uma forma redonda e esférica, mas não se segue que o outro lado da terra esteja nu; embora esteja desnudo, segue imediatamente que está povoada. Para as Escrituras, que provam a verdade de suas declarações históricas pela realização de suas profecias, não fornece informações falsas; e é demasiado absurdo dizer que alguns homens poderiam ter embarcado e atravessado todo o oceano largo, e atravessaram este lado do mundo para o outro, e que assim mesmo os habitantes dessa região distante são descendentes daquele primeiro homem.
A visão geralmente aceita pelos estudiosos da obra de Agostinho é que ele compartilhou a visão comum de seus contemporâneos de que a Terra fosse esférica, de acordo com o endosso da ciência em De Genesi ad litteram. Essa visão, contudo, foi contestada pelo notável erudito de Agostinho, Leo Ferrari, que concluiu que 
ele estava familiarizado com a teoria grega de uma terra esférica, no entanto, (seguindo os passos de seu compatriota norte-africano, Lactâncio), ele estava firmemente convencido de que a terra fosse plana, era um dos dois maiores corpos existentes e que deitava no fundo do universo. Aparentemente, Agostinho viu essa imagem mais útil para a exegese das escrituras do que a Terra com a forma de um globo no centro de um universo imenso.

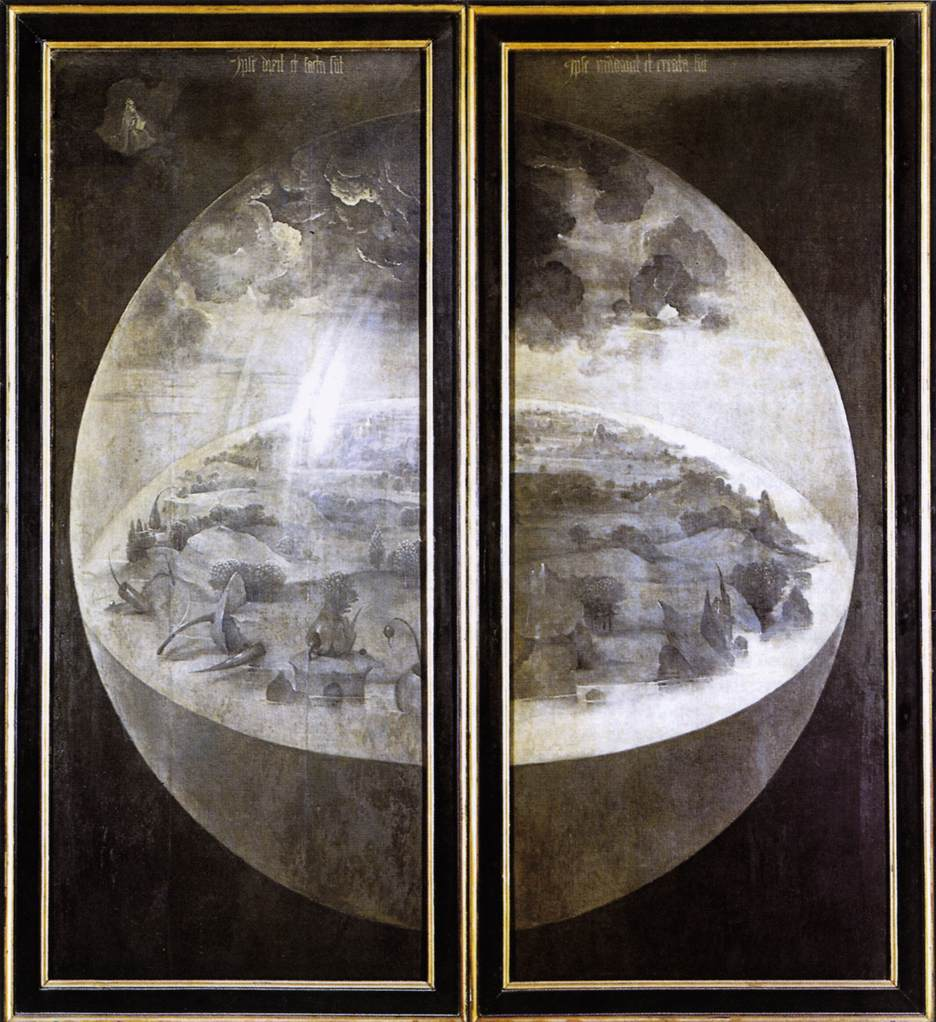
O Jardim das Delícias Terrenas, de Hieronymus Bosch. O pintor holandês descreveu a Terra como um disco, que flutua em uma esfera transparente na obra.

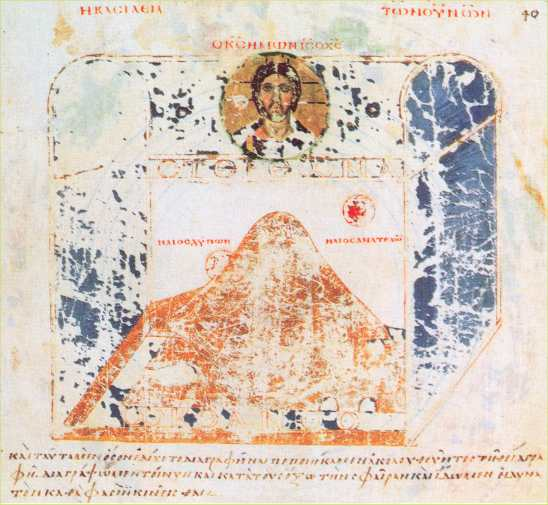
Visão de mundo de Cosme Indicopleustes – terra plana em um tabernáculo.

Por outro lado, interpretação de Ferrari foi questionada pelo historiador de ciência, Phillip Nothaft, que considerou que, em seus comentários escriturais, Agostinho não apoiava nenhum modelo cosmológico particular.
Diodoro de Tarso, uma figura líder na Escola de Antioquia e mentor de João Crisóstomo, pode ter defendido uma Terra plana; no entanto, a opinião do Diodoro sobre o assunto é conhecida apenas por uma crítica posterior. Crisóstomo, um dos quatro Grandes Pais da Igreja da Igreja Oriental e arcebispo de Constantinopla, abraçou explicitamente a ideia, baseada nas escrituras, de que a Terra flutuasse milagrosamente na água sob o firmamento. Atanásio, o Grande, Pai da Igreja e Patriarca de Alexandria, expressou uma visão semelhante em Contra os Pagãos.
A Topografia Cristã (547) do monge alexandrino Cosme Indicopleustes, que viajou até o Sri Lanka e à fonte do Nilo Azul, agora é amplamente considerada o documento geográfico mais valioso da idade medieval primitiva, embora tenha recebido relativamente pouca atenção de contemporâneos. Nela, o autor expõe repetidamente a doutrina de que o universo consiste apenas em dois lugares, a Terra abaixo do firmamento e do céu acima dele. Baseando-se cuidadosamente em argumentos das Escrituras, ele descreve a Terra como um retângulo, e uma jornada de 400 dias de comprimento por 200 de largura, cercada por quatro oceanos e por quatro paredes maciças que apoiam o firmamento. A teoria da Terra esférica é descartada por ele como "pagã".
Severiano, Bispo de Gabala (c. 408), escreveu que a Terra era plana e o sol não passava por baixo dela à noite, mas "viajava pelas partes do norte como se estivesse escondido por uma parede". Basil de Casareia (329–379) argumentou que o assunto era teologicamente irrelevante.

#### Europa: Alta Idade Média
Os primeiros escritores cristãos medievais no início da Idade Média sentiram pouca vontade de assumir a planicidade da terra, embora tivessem impressões difusas dos escritos de Ptolomeu, Aristóteles, e dependiam mais de Plínio.
Com o fim do Império Romano, a Europa Ocidental entrou na Idade Média com grandes dificuldades que afetaram a produção intelectual do continente. A maioria dos tratados científicos da antiguidade clássica (em grego) não estavam disponíveis, deixando apenas resumos e compilações simplificados. Em contraste, o Império Romano do Oriente não caiu, e preservou o aprendizado. Ainda assim, muitos livros didáticos do início da Idade Média apoiaram a esfericidade da Terra no lado ocidental da Europa. Por exemplo: alguns manuscritos medievais de Macrobius incluem mapas da Terra, incluindo antípodas, mapas zonais que mostram os climas ptolemaicos derivados do conceito de Terra esférica e um diagrama que mostra a Terra (rotulado como globus terrae, a esfera terrestre) no centro das esferas planetárias hierarquicamente ordenadas. Mais exemplos de tais diagramas medievais podem ser encontrados em manuscritos medievais do Sonho de Escipião. Na era carolíngia, os estudiosos discutiam a visão de Macróbio sobre os antípodas. Um deles, o monge irlandês Dungal de Bobbio, afirmava que o fosso tropical entre nossa região habitável e a outra região habitável para o sul era menor do que se acreditava.

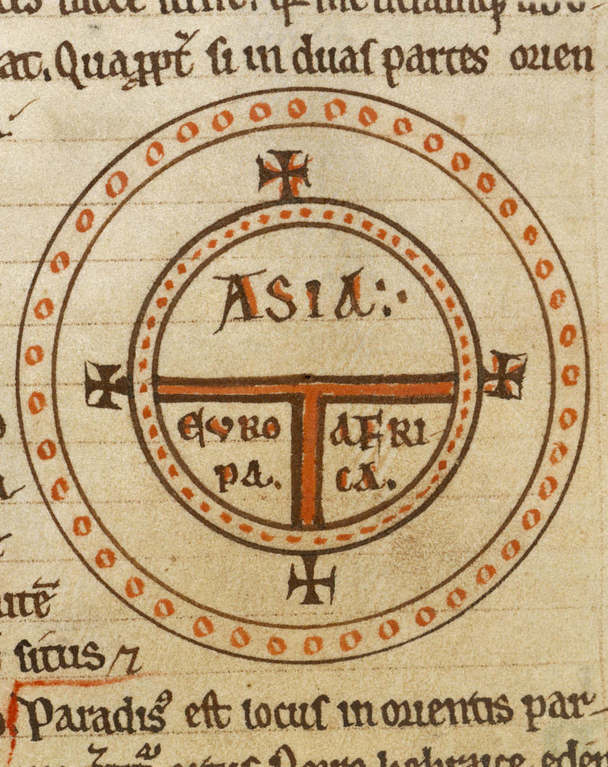
Mapa T e O do século XII representando o mundo habitado, como descrito por Isidoro de Sevilha em seu Etymologiae (capítulo 14, de terra et partibus)

A concepção da Europa sobre a forma da Terra na Antiguidade tardia e no início da Idade Média pode ser melhor expressa pelos escritos dos primeiros eruditos cristãos:
- Boécio (480–524), que também escreveu um tratado teológico sobre a Trindade, repetiu o modelo macrobiano da Terra no centro de um cosmos esférico em sua influente e amplamente traduzida Consolação da Filosofia.[101]
- O bispo Isidoro de Sevilha (560–636) ensinou em sua enciclopédia amplamente lida, as Etimologias, diversas concepções, como que a Terra "se assemelha a uma roda", parecida com a linguagem de Anaximandro no mapa que ele forneceu.[102] Isso foi amplamente interpretado como se referindo a uma Terra plana em forma de disco.[103][104] Uma ilustração do De Natura Rerun,  de Isidoro mostra as cinco zonas da Terra como círculos adjacentes. Alguns concluíram que ele achava que as zonas árticas e antárticas eram adjacentes entre si.[105] Ele não admitiu a possibilidade de antípodas, em que considerava que as pessoas habitam no lado oposto da Terra, considerando-os lendários[106] e observando que não havia evidência de sua existência.[107] O mapa de T e O de Isidoro, que foi concebido representando uma pequena parte de uma Terra esférica, continuou a ser usado pelos autores durante a Idade Média, por exemplo, o bispo do século IX, Rábano Mauro, que comparou a parte habitável do hemisfério norte (clima temperado do norte) com uma roda. Ao mesmo tempo, as obras de Isidoro também mostraram as mesmas noções, e.g. no capítulo 28 em De Natura Rerum, Isidoro afirma que o sol orbita a terra e ilumina o outro lado quando é noite neste.[108] Em seu outro trabalho Etimologias, há também afirmações de que a esfera celeste tem a terra no centro e o céu distante de todos os lados.[109][110] Outros pesquisadores também discutiram esses pontos.[97][111][112] "O trabalho permaneceu insuperável até o século XIII e foi considerado o topo de todo o conhecimento. Tornou-se uma parte essencial da cultura medieval europeia. Logo após a invenção da tipografia apareceu muitas vezes na impressão".[113] No entanto, "os escolásticos — depois filósofos, teólogos e cientistas da época — foram ajudados pelos tradutores e comentaristas árabes, mas eles dificilmente precisavam lutar contra um legado da terra plana desde a Idade Média (500–1050). Os primeiros escritores medievais muitas vezes tinham impressões confusas e imprecisas de Ptolomeu e Aristóteles e dependiam mais de Plínio, contudo sentiram (com uma exceção), pouca vontade de assumir a planicidade".[97]

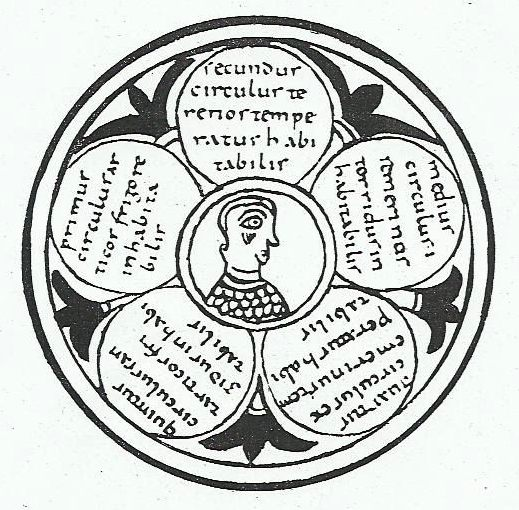
O detalhe de Isidoro das cinco zonas da Terra.

- O teólogo inglês Beda (c. 672–735) escreveu em seu tratado influente sobre o computus, O Cômputo do Tempo, que a Terra era redonda ("não apenas circular como um escudo [ou] larga como uma roda, mas se assemelha[ndo] mais a uma bola"), explicando a duração desigual da luz do dia "da redondeza da Terra, pois não sem razão é chamada de "orbe do mundo" nas páginas das Sagradas Escrituras e da literatura comum. É, de fato, definida como uma esfera no meio do universo inteiro". (De temporum ratione, 32). O grande número de manuscritos sobreviventes de O Cômputo do Tempo, copiados para atender à exigência carolíngia de que todos os sacerdotes deveriam estudar o computus, indica que muitos sacerdotes, se não a maioria, foram expostos à ideia da esfericidade da Terra.[114] Ælfric de Eynsham parafraseou Bede para o inglês antigo, dizendo: "Agora, a redondeza da Terra e a órbita do Sol constituem o obstáculo para que o dia seja igualmente longo em todas as terras".[115]
- São Virgílio de Salzburgo (c. 700–784), em meados do século VIII, discutiu ou ensinou algumas ideias geográficas ou cosmográficas que São Bonifácio encontrou suficientemente censurável e se queixou ao Papa Zacarias. O único registro sobrevivente do incidente está contido na resposta de Zacarias, datada de 748, onde ele escreve:

Quanto à doutrina perversa e pecaminosa que ele [Virgílio] proferiu contra Deus e sua própria alma — se for claramente estabelecido que ele professa crença em outro mundo e outros homens que existem sob a terra, ou em [outro] sol e lua, tu deves manter um conselho, privá-lo de sua posição sacerdotal e excomungá-lo da Igreja.

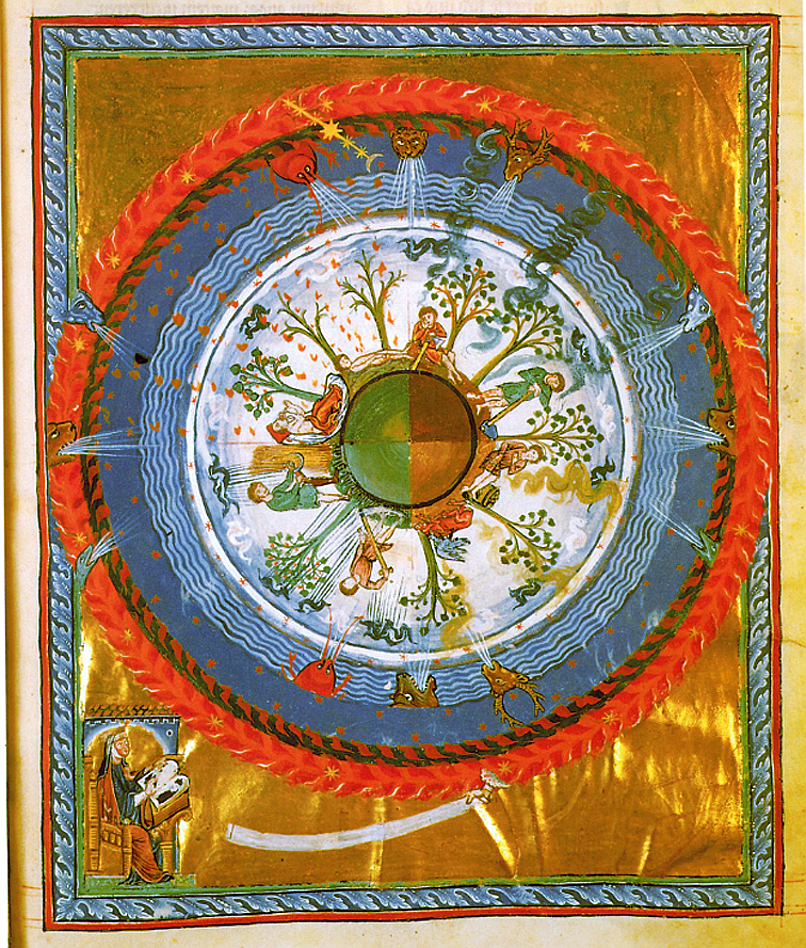
Representação do século XII de uma Terra esférica com as quatro estações (livro Liber Divinorum Operum, por Hildegard de Bingen).

Algumas autoridades sugeriram que a esfericidade da Terra estava entre os aspectos dos ensinamentos de Virgílio, que Bonifácio e Zacarias consideravam censuráveis. Outros consideram isso improvável e tomam a redação da resposta de Zacarias para indicar, no máximo, uma objeção à crença na existência de seres humanos que vivem como antípodas. Em qualquer caso, não há registro de qualquer outra ação que tenha sido tomada contra Virgílio. Mais tarde foi nomeado bispo de Salzburgo e foi canonizado no século XIII.
Uma possível indicação não literária, mas gráfica, de que as pessoas na Idade Média acreditavam que a Terra (ou quiçá o mundo) era uma esfera era o uso do orbe (globus cruciger) na regalia de muitos reinos e do Sacro Império Romano. É comprovado desde o tempo do imperador cristão romano tardio Teodósio II (423) durante toda a Idade Média; o Reichsapfel foi usado em 1191 na coroação do imperador Henrique VI. No entanto, a palavra "orbis" significa "círculo" e não há registro de um globo como uma representação da Terra desde a antiguidade no Ocidente até a de Martin Behaim, em 1492. Além disso, poderia ser uma representação de todo o "mundo" ou cosmo.[carece de fontes?]
Um estudo recente dos conceitos medievais da esfericidade da Terra observou que "desde o século VIII, nenhum cosmógrafo 'digno de nota' questionou a esfericidade da Terra". No entanto, o trabalho de tais intelectuais pode não ter tido influência significativa sobre a opinião pública, e é difícil dizer o que a população em geral pode ter pensado no formato da Terra, se eles considerassem a questão.[carece de fontes?]

#### Europa: Baixa Idade Média

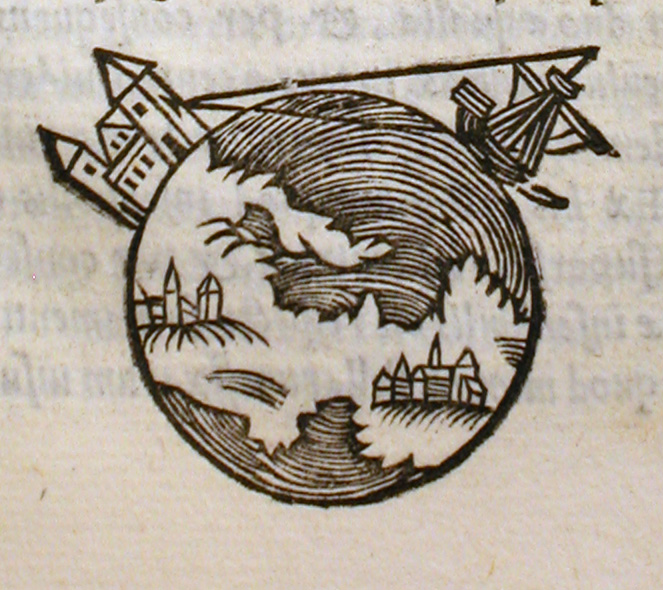
Pintura de uma edição de 1550 de De sphaera mundi, o livro de astronomia mais influente da Europa do século XIII.

No século XI, a Europa aprendeu mais sobre a astronomia islâmica. O Renascimento do século XII, cerca de 1070, iniciou uma revitalização intelectual na Europa com fortes raízes filosóficas e científicas e um maior interesse pela filosofia natural.
Hermano de Reichenau (1013–1054) foi um dos primeiros eruditos cristãos a estimar a circunferência da Terra com o método de Eratóstenes. Tomás de Aquino (1225–1274), o teólogo mais importante e amplamente ensinado da Idade Média, acreditava em uma Terra esférica; e ele mesmo deu por certo que seus leitores também sabiam que a Terra era redonda. Em sua Summa Theologica, ele escreveu: "O físico prova que a terra é redonda por um meio, o astrônomo por outro: para este último, prova isso por meio da matemática, e.g. pelas formas dos eclipses, ou algo assim, enquanto o especialista prova por meio da física, e.g. pelo movimento de corpos pesados para o centro, e assim por diante". As palestras nas universidades medievais normalmente eram a favor das evidências avançadas da ideia de que a Terra fosse uma esfera Além disso, Na esfera do mundo, o livro de astronomia mais influente do século XIII e a leitura de estudantes em todas as universidades da Europa Ocidental, descreve o mundo como uma esfera.[carece de fontes?]

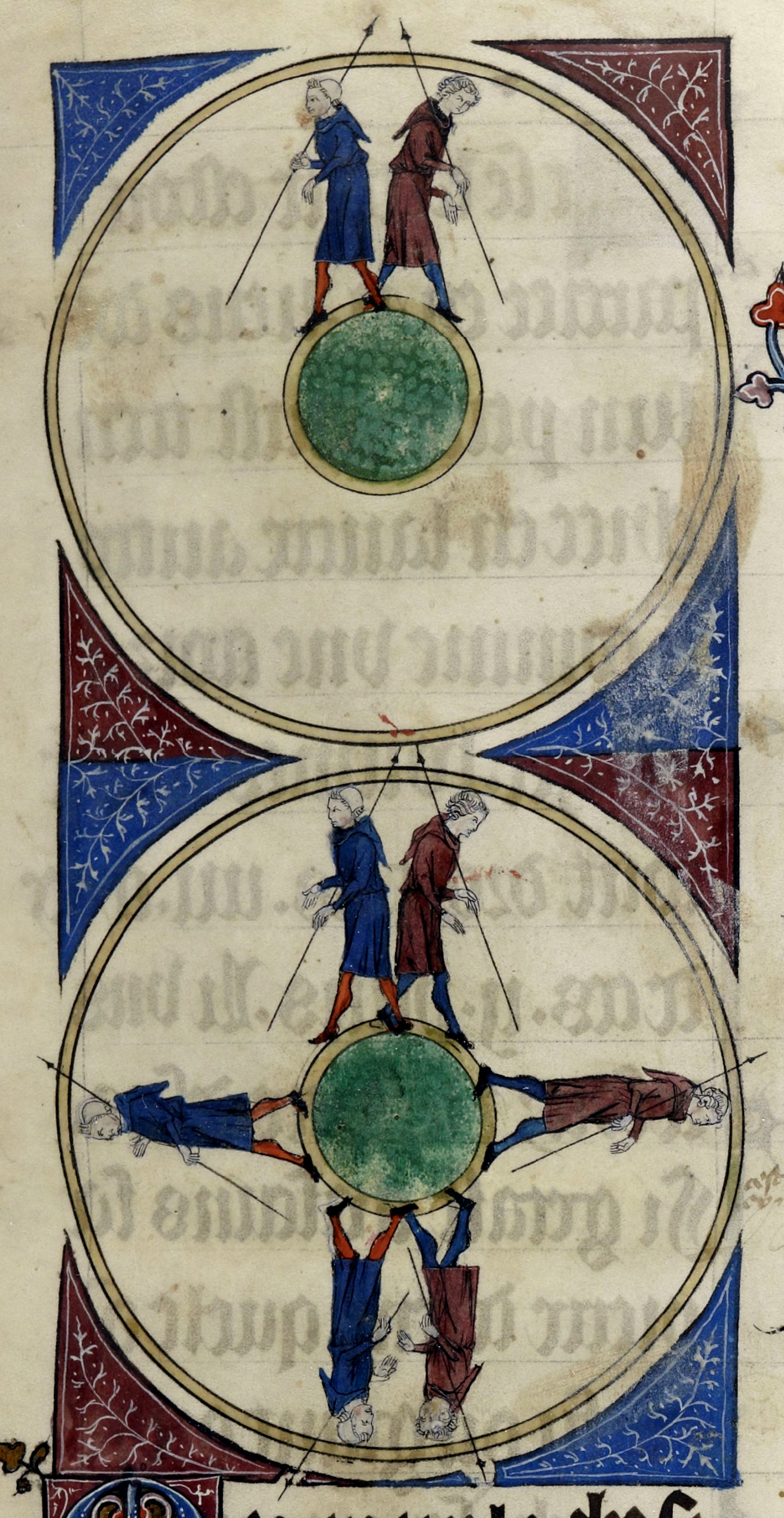
Ilustração da Terra esférica no século XIV, cópia da L'Image du monde (c. 1246).

A forma da Terra não foi discutida apenas em trabalhos acadêmicos escritos em latim, também foi tratada em trabalhos escritos em línguas ou dialetos vernáculos e destinados a públicos mais amplos. O livro norueguês Konungs Skuggsjá, por volta de 1250, afirma claramente que a Terra é esférica — e que é noite no lado oposto da Terra quando é dia na Noruega. O autor também discute a existência de antípodas — ele observa que (se eles existem) eles veem o Sol ao norte no meio do dia, e que eles experimentam estações opostas às das pessoas no Hemisfério Norte. No entanto, Tattersall mostra que, em muitos trabalhos vernáculos, em textos franceses dos séculos XII e XIII, a Terra era considerada "redonda como uma mesa" em vez de "redonda como uma maçã".
Em praticamente todos os exemplos citados […] de épicos e de romances não historicistas (isto é, obras de um personagem menos instruído), a forma real de palavras utilizadas sugere fortemente um círculo ao invés de uma esfera, embora note que mesmo nestas obras o idioma é ambíguo.
A navegação portuguesa navegou a costa da África na segunda metade dos anos 1400, e deram evidências observacionais em larga escala para a esfericidade da Terra. Nessas explorações, a posição do sol se moveu mais para o norte, e mais ainda ao sul, durante as navegações dos exploradores. Sua posição diretamente acima ao meio-dia dava evidências de que cruzavam o Equador. Tais movimentos solares aparentes em detalhes foram mais consistentes com a curvatura norte-sul e um sol distante, do que com qualquer explicação de terra plana. A demonstração final veio quando a expedição de Fernão de Magalhães completou a primeira circum-navegação ao redor do mundo em 1521. Antonio Pigafetta, um dos poucos sobreviventes da viagem, registrou a perda de um dia no decurso da viagem, evidenciando curvatura leste-oeste. Nenhuma teoria da terra plana poderia conciliar os movimentos aparentes diários do sol com a capacidade de navegar ao redor do mundo, e a perda de um dia também não fazia sentido.[carece de fontes?]

#### Oriente Médio: eruditos islâmicos
O califado abássida via a grande floração da astronomia e da matemática no século IX d.C., em que estudiosos muçulmanos traduziram o trabalho de Ptolomeu, que se tornou o Almagest, ampliou e atualizou seu trabalho com base em ideias esféricas. Desde então, estes geralmente foram respeitados.
O Alcorão menciona que a Terra (al-arḍ) estava "espalhada". A isso, um clássico comentário persa, o Tafsir al-Kabir (Facradim Arrazi), escrito no final do século XII, diz: «Se é dito: "As palavras 'E a Terra que nós espalhamos' indicam que é plana? Nós responderíamos: Sim, porque a Terra, embora seja redonda, é uma esfera enorme, e cada pequena parte desta enorme esfera, quando é vista, parece ser plana. Como esse é o caso, isso irá dissipar o que eles, confusos, mencionaram. A evidência para isso é o verso em que Alá diz (interpretação do significado): 'E as montanhas como estacas' [an-Naba’ 78:7]. Ele os chamou de 'guindaste' mesmo que essas montanhas tivessem grandes superfícies planas. E o mesmo é verdadeiro neste caso».
Abzeme afirma no seu Fatwas Al-Fasl fi’l-Milal wa’l-Ahwa’ wa’l-Nihal que há evidências sólidas no Alcorão e hádices que a Terra é redonda, mas o povo comum diz o contrário. Ele afirma ainda: "Nossa resposta — é que nenhum dos maiores estudiosos muçulmanos que merecem ser chamados de imames ou líderes em conhecimento (que Alá os abençoe) negou que a Terra fosse redonda e que não houvesse narração deles para negar isso. Em vez disso, a evidência no Alcorão e no Suna afirmam que é redonda."

#### Dinastia Ming na China
Um globo terrestre esférico foi introduzido em Pequim no ano de 1267 pelo astrônomo persa Jamaladim, mas não se sabe que tenha influenciado a concepção tradicional chinesa da forma da Terra. Até 1595, um missionário jesuíta na China, Matteo Ricci, registrou que os chineses diziam: "A terra é plana e quadrada, e o céu é um dossel redondo, eles não conseguiam conceber a possibilidade de antípodas." A crença universal em uma Terra plana é confirmada por uma enciclopédia chinesa contemporânea a partir de 1609, que ilustra uma Terra plana que se estende sobre o plano diametral do horizonte de um céu esférico.
No século XVII, a ideia de uma Terra esférica se espalhou na China devido à influência dos jesuítas, que ocuparam altas posições como astrônomos na corte imperial. Matteo Ricci, em colaboração com cartógrafos chineses e também com o tradutor Li Zhizao, publicou Kunyu Wanguo Quantu em 1602, o primeiro mapa-múndi chinês baseado nas descobertas europeias. Por outro lado, o tratado astronômico e geográfico "Gezhicao" (格致 草), escrito em 1648 por Xiong Mingyu (熊 明 遇), explicava que a Terra era esférica e poderia ser circunavegada.

### Teoria da Terra plana
A partir do século XIX, surgiu um mito histórico que sustentava que a doutrina cosmológica predominante na Idade Média de que a Terra fosse plana. Um dos primeiros defensores desse mito foi o escritor americano Washington Irving, que sustentou que Cristóvão Colombo teve que superar a oposição dos clérigos para obter o patrocínio para sua viagem de exploração. Mais tarde, defensores significativos desta visão foram John William Draper e Andrew Dickson White, que o usaram como um elemento importante na defesa da tese de que havia um conflito duradouro e essencial entre ciência e religião. Estudos subsequentes da ciência medieval mostraram que a maioria dos estudiosos da Idade Média, incluindo aqueles lidos por Cristóvão Colombo, sustentava que a Terra fosse esférica. Estudos das conexões históricas entre ciência e religião demonstraram que as teorias de seu antagonismo mútuo ignoram exemplos de seu apoio mútuo.

#### Terraplanistas modernos

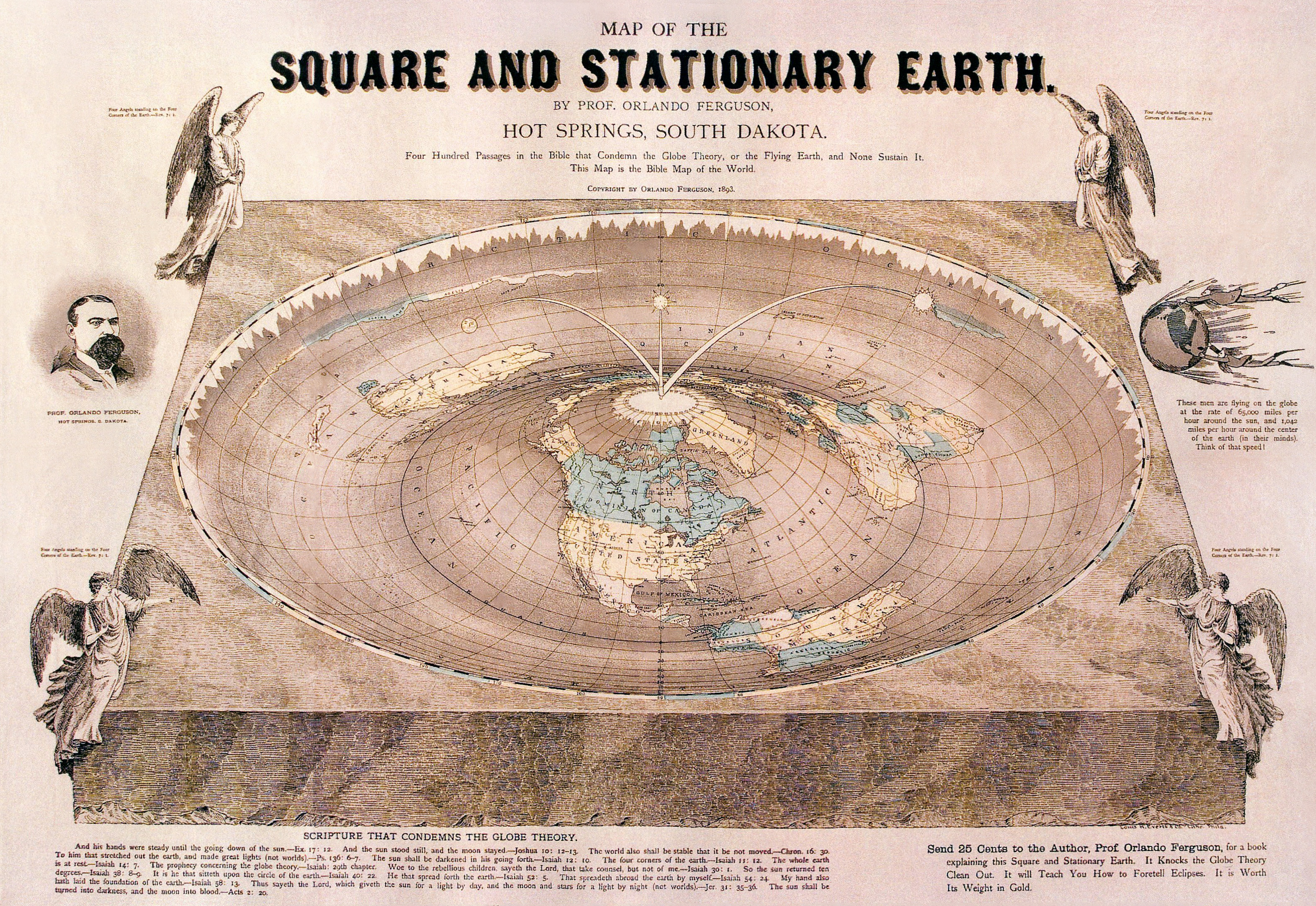
Mapa plano da Terra desenhado por Orlando Ferguson em 1893. O mapa contém várias referências a passagens bíblicas.

Na era moderna, a crença pseudocientífica em uma Terra plana foi expressada por uma variedade de indivíduos e grupos:
- O escritor de inglês Samuel Rowbotham (1816–1885), escrevendo sob o pseudônimo "Parallax", produziu um panfleto, Astronomia Zetética (Zetetic Astronomy) em 1849, defendendo uma Terra plana e publicando resultados de muitas experiências que testaram as curvaturas da água em uma longa drenagem, seguido por outro chamado A inconsistência da Astronomia Moderna e sua Oposição às Escrituras. Um dos seus apoiantes, John Hampden, perdeu uma aposta para Alfred Russel Wallace no famoso Experimento no Nível de Bedford, tentando provar sua tese. Em 1877, Hampden produziu um livro chamado Um Novo Manual de Cosmografia Bíblica.[139] Rowbotham também produziu estudos que pretendiam mostrar que os efeitos dos navios que desaparecem abaixo do horizonte poderiam ser explicados pelas leis de perspectiva em relação ao olho humano.[140] Em 1883 ele fundou a Zetetic Societies na Inglaterra e em Nova York, a que enviou mil cópias da Zetetic Astronomy.
- William Carpenter, um tipógrafo originalmente de Greenwich, Inglaterra (sede do Observatório Real e central para o estudo da astronomia), foi um defensor de Rowbotham. Carpenter publicou a Astronomia Teórica Examinada e Exposta, onde provava que a Terra não era um globo dividido em oito partes de 1864, sob o nome Common Sense (Senso Comum).[141] Ele mais tarde emigrou para Baltimore, onde publicou Cem provas de que a Terra não é um Globo, em 1885.[142] Ele escreveu: "Existem rios que fluem por centenas de quilômetros ao nível do mar sem descer mais do que um poucos pés — notavelmente, o Nilo, que, em mil milhas, cai apenas um pé. Uma extensão de nível desta extensão é bastante incompatível com a ideia da convexidade da Terra. É, portanto, uma prova razoável de que a Terra não é uma globo", bem como "Se a Terra fosse um globo, um pequeno modelo de globo seria bem melhor — porque seria a coisa mais fiel para o navegador levar para o mar com ele. Mas isso não é conhecido: como que um brinquedo como guia, o marinheiro destruiria seu navio, certamente! Esta é uma prova de que a Terra não é um globo".
- John Jasper, um escravo americano tornou-se um pregador prolífico, fez eco dos sentimentos de seu amigo Carpenter em seu sermão mais famoso "Der Sun do move" e "Earth Am Square", pregava mais de 250 vezes, sempre por convite.[143][144]

- Em Brockport, Nova York, em 1887, a M.C. Flanders argumentou a questão de uma Terra plana durante três noites contra dois cavalheiros cientistas que defendiam a esfericidade. Cinco cidadãos selecionados como juízes votaram unanimemente por uma Terra plana no final. O caso foi relatado no Brockport Democrat.[145]
- O professor Joseph W. Holden, de Maine, ex-juiz de paz, deu inúmeras palestras na Nova Inglaterra e lecionou sobre a teoria da Terra plana na Exposição Colombiana, em Chicago. Sua fama se estendeu para a Carolina do Norte, onde o Semi-weekly Landmark, de Statesville gravou em sua morte em 1900: "Mantivemos a doutrina de que a terra é plana e nós lamentamos muito ao saber que um dos nossos membros esteja morto".[146]
- Após a morte de Rowbotham, Elizabeth de Sodington Blount, também conhecida como Elizabeth Anne Mold Williams) criou a Sociedade Zetética Universal em 1893 na Inglaterra e criou também um jornal chamado Earth not a Globe Review, que vendeu pela tuppence, bem como um chamado "Earth", que só durou de 1901 a 1904. Ela sustentava que a Bíblia era a autoridade inquestionável no mundo natural e argumentava que não se podia ser cristão e acreditar que a Terra fosse um globo. Os membros bem conhecidos incluíram E.W. Bullinger, da Sociedade Bíblica Trinitária, Edward Haughton, moderador sênior em ciências naturais no Trinity College, em Dublim, e um arcebispo. Ela repetiu os experimentos de Rowbotham, gerando alguns contra-experimentos interessantes, mas o interesse diminuiu após a Primeira Guerra Mundial.[146] O movimento deu origem a vários livros que defendiam uma terra plana e estacionária, incluindo a Terra Firma de David Wardlaw Scott.[147]
- Em 1898, durante sua circum-navegação solo do mundo, Joshua Slocum encontrou um grupo de terraplanistas em Durban, África do Sul. Trhee Boers, um deles era clérigo, e apresentou o Slocum com um panfleto no qual eles começaram a provar que o mundo era plano. Paul Kruger, presidente da República do Transvaal, tinha a mesma visão: "Você não quis dizer 'dar a volta ao mundo', é impossível! Você quis dizer 'no' mundo. Impossível!".[148]
- Wilbur Glenn Voliva, que em 1906 tomou sob a Igreja Católica, uma seita pentecostal que estabeleceu uma comunidade utópica em Zion, Illinois, pregou a doutrina da Terra plana a partir de 1915 e usou uma fotografia de um trecho de doze milhas do litoral no lago Winnebago, Wisconsin, levou três pés acima da linha da água para provar seu ponto. Quando a aeronave Italia desapareceu em uma expedição ao Polo Norte em 1928, ele advertiu à imprensa mundial que tinha navegado ao longo do mundo. Ele ofereceu um prêmio de 5 000 dólares americanos para provar que a Terra não era plana, sob as próprias condições.[149] Ensinar uma Terra globular foi banido nas escolas de Zion e a mensagem foi transmitida em sua estação de rádio WCBD.[146]

### Sociedade da Terra Plana

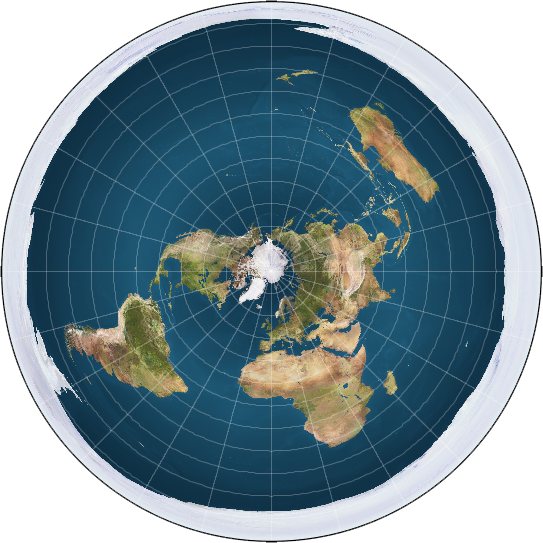
As projeções azimutais equidistantes da esfera como esta também foram cooptadas como imagens do modelo plano da Terra que descreve a Antártica como uma parede de gelo em torno de uma Terra em forma de disco.

Em 1956, Samuel Shenton criou a International Flat Earth Research Society (IFERS), mais conhecida como Flat Earth Society (Sociedade da Terra Plana), em Dover, Reino Unido, como descendente direto da Universal Zetetic Society. Isso foi logo antes da União Soviética lançar o primeiro satélite artificial, o Sputnik; ele respondeu: "Navegaria pela Ilha de Wight e provaria que [a Terra] era esférica? O mesmo vale para aqueles satélites". Seu principal objetivo era atingir crianças antes de serem convencidas sobre uma Terra esférica. Apesar de muita publicidade, a corrida espacial corroeu o apoio de Shenton na Grã-Bretanha até 1967, quando ele começou a se tornar famoso devido ao programa Apollo.

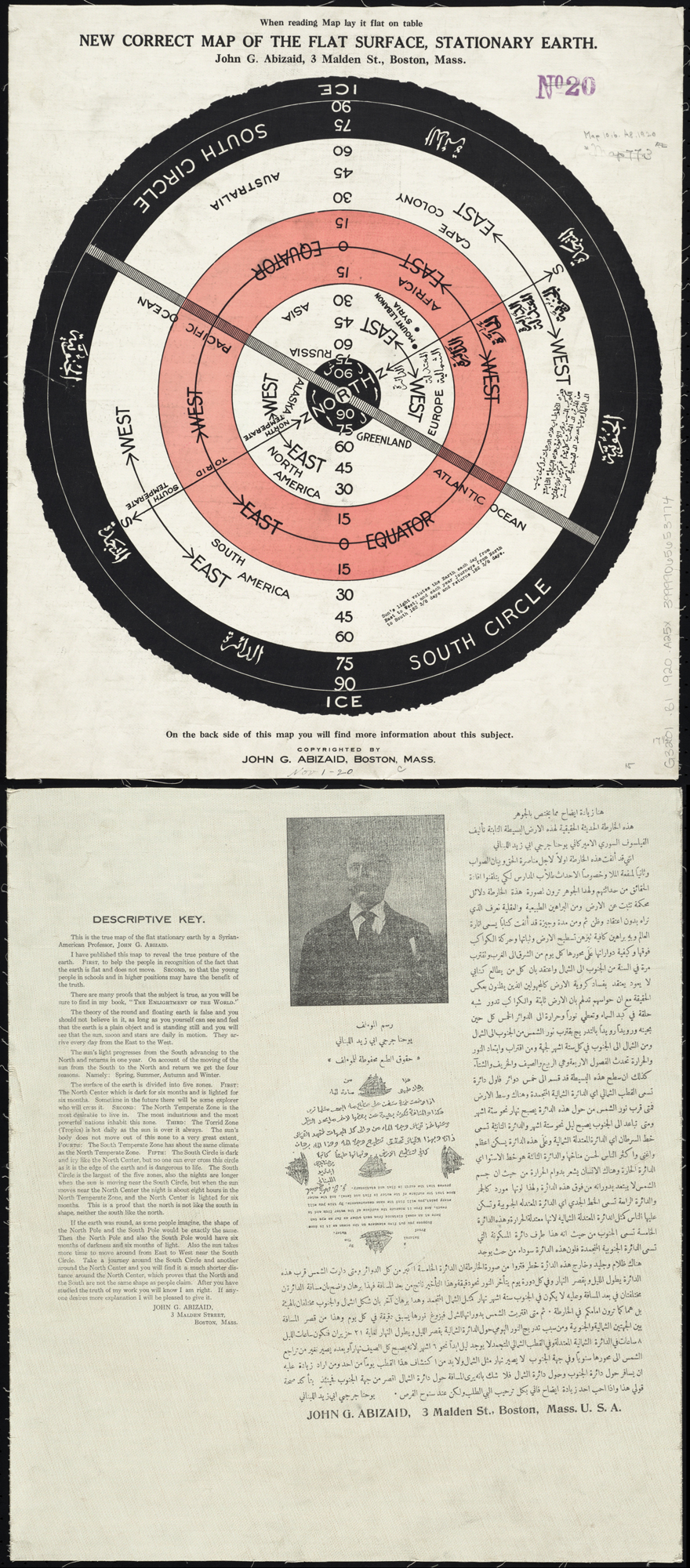
Novo mapa da superfície plana da Terra estacionária, por Abizaid, John George (1920).

Em 1972, Samuel Shenton foi contratado por Charles K. Johnson, um correspondente da Califórnia. Ele incorporou o IFERS e firmou a associação para cerca de 3 000 membros. Shanton passou anos examinando os estudos das teorias da Terra plana e redonda e propôs evidências de uma conspiração contra a Terra plana: "A ideia de um globo giratório é apenas uma conspiração de erro por qual Moisés, Colombo e todos os FDR lutaram…" Seu O artigo foi publicado na revista Science Digest, em 1980. Continuva a indicar: "Se é uma esfera, a superfície de um grande corpo de água deve ser curvada. Os Johnsons verificaram as superfícies do Lago Tahoe e do Mar de Salton sem detectar qualquer curvatura".
Em contrapartida, em 7 de janeiro de 1958, o então presidente dos Estados Unidos, Lyndon Baines Johnson, na Declaração sobre o Status da Defesa da Nação e Corrida Espacial, declarou:
O controle do espaço significa controle do mundo. Do espaço, os mestres do infinito teriam o poder de controlar o clima da Terra, causarem secas e inundações, para mudar as marés e elevar os níveis do mar, para desviar o fluxo do golfo e mudar os climas temperados em frígidos. Há algo mais importante do que a arma final. E essa é a posição final. A posição de controle total sobre a Terra que se encontra em algum lugar no espaço exterior.
A Sociedade declinou na década de 1990 após um incêndio em sua sede na Califórnia, e a morte repentina de Johnson em 2001. Mas foi revivida como um site em 2004 por Daniel Shenton (que apesar do sobrenome não tinha nenhuma relação parentesca com Samuel Shenton). Daniel Shenton acredita que ninguém tenha fornecido provas de que o mundo não seja plano.

## Ressurgimento na era das celebridades e mídias sociais
Na era moderna, a proliferação de tecnologias de comunicação e plataformas de mídia social como o YouTube, Facebook e Twitter deram a indivíduos, famosos ou não, meios de difundir ideias científicas e pseudocientíficas, a fim de atrair seguidores. As conjecturas da Terra plana floresceram nesse ambiente.
No dia 27 de junho de 2017 o grupo de hackers Anonymous defendeu a Terra plana, num vídeo em que contesta todas as informações que se conhece sobre o universo. A Terra, por exemplo, seria plana, e a gravidade, uma mentira.
Nos últimos dois anos, o grupo de terraplanistas tem crescido muito. Eu lhes garanto que existe um motivo para isso: se a teoria da Terra plana não tivesse nenhum mérito, não teria durado mais do que dois meses na internet.
Com estas frases os hackers iniciam o vídeo, que ainda alega que 90% da população mundial está dormindo em sono profundo, já que muitas pessoas ainda estariam sob a influência da grande mídia. Ainda segundo eles, a organização (NASA) receberia inúmeros incentivos fiscais para divulgar apenas imagens de "desenhos animados".
O eclipse solar de 21 de agosto de 2017, deu origem a inúmeros vídeos no YouTube desde os que pretendiam mostrar com os detalhes do eclipse para provar a terra seria de fato plana, até os que contra-argumentavam, seguindo as explicações tradicionais acadêmicas e das agências espaciais, como a NASA. Também em 2017, um escândalo desenvolvido nos círculos científicos e educacionais árabes ocorreu quando um estudante em PhD da Tunísia apresentou uma tese declarando que a Terra fosse plana, imóvel, no centro do universo, e tendo apenas 13 500 anos de idade.
Em setembro de 2017, o rapper norte-americano B.o.B deu início a uma campanha GoFoundMe no intuito de provar cientificamente que a Terra é plana, ou descobrir a curvatura do planeta, alegando que se o planeta tivesse a forma circular, seria possível perceber isso a olho nu. Para esse efeito, o artista pretende lançar satélites no espaço, numa operação no valor de 200 mil dólares, dependente também da autorização das autoridades, tendo criado uma página no Facebook intitulada "Show B.o.B The Curve".